# ماثيو إي. ياربروف
ماثيو إي. ياربروف (بالإنجليزية: Matthew E. Yarbrough)‏ هو محامي أمريكي، ولد في 12 أكتوبر 1966 في دالاس في الولايات المتحدة.